# Rubén Espinoza
Rubén Alberto Espinoza Molina (Tomé, 1 de junho de 1961) é um futebolista chileno.

## Títulos
Universidad Católica
- Campeonato Chileno: 1984, 1987
- Libertadores da América: 1991

Colo-Colo
- Campeonato Chileno: 1989, 1990 e 1991